# گورستان تمین
قبرستان تمین مربوط به سدهٔ ۴ تا ۸ ه.ق است و در شهرستان زاهدان، بخش میر جاوه، روستای تمین واقع شده و این اثر در تاریخ ۱۲ بهمن ۱۳۸۱ با شمارهٔ ثبت ۷۲۵۸ به‌عنوان یکی از آثار ملی ایران به ثبت رسیده است.